# Tóga

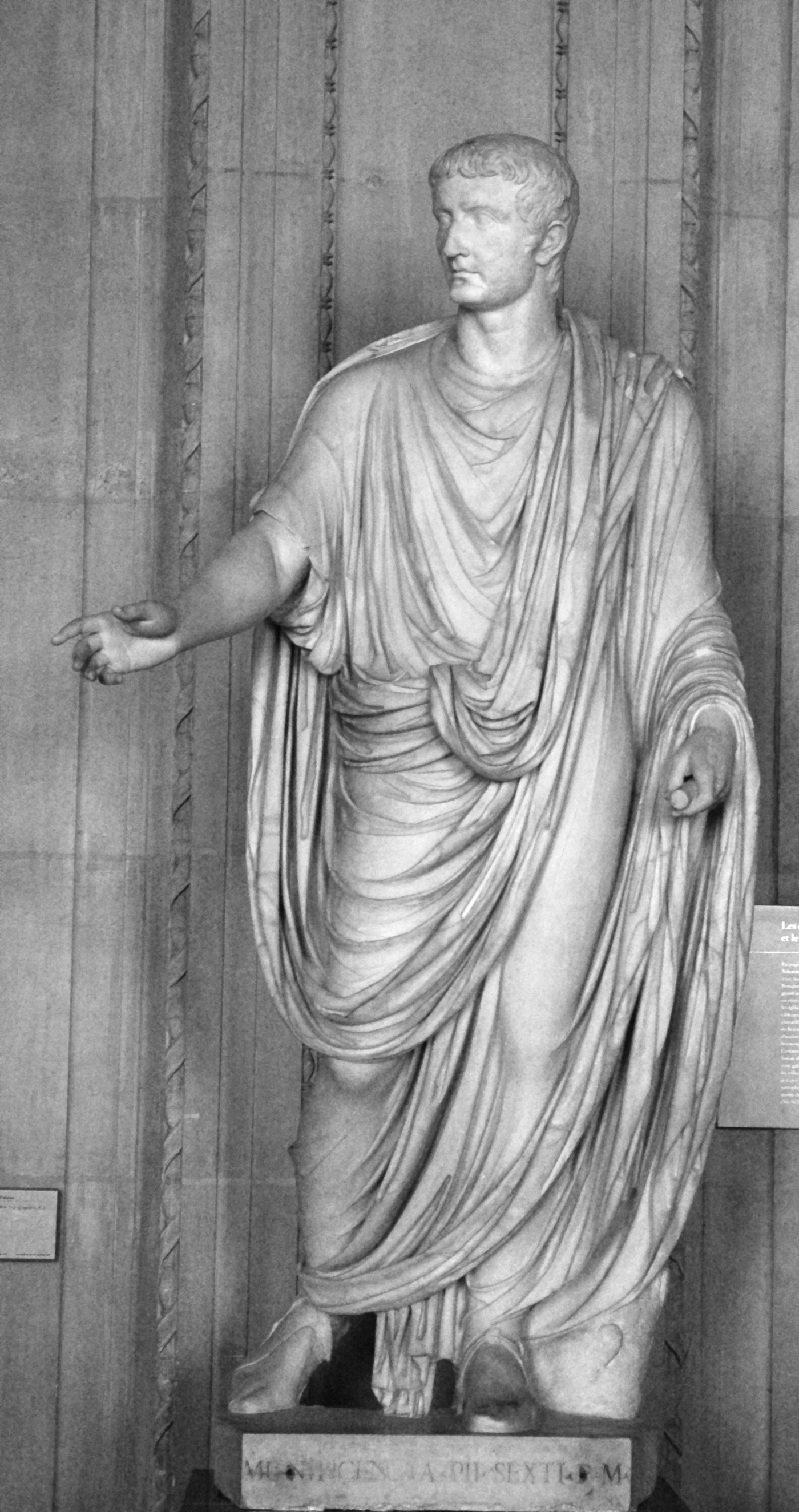
Tiberius császár szobra, Louvre

A tóga (toga virilis) az ókori Róma polgárjoggal rendelkező férfiaknak hivatalos vagy ünnepi öltözete.

## Története
Eredetét Numa Pompilius idejére vezetik vissza. Munkához nem viselték, azonban hivatalos megjelenéskor elvárt volt. Erre utal Cincinnatus legendájának azon része, hogy a Szenátus küldötteinek érkezésekor először tógáját ölti fel, hogy megfelelő ruházatban fogadhassa őket.
Ismert történet szintén, hogy a haldokló  Julius Caesar arcát tógájával fedte el, mielőtt a földre hanyatlott.
E viselet a társadalmi státusz jelzésének is egyértelmű eszköze volt: szabad római polgár a rabszolgával szemben tógát viselt. Jelentősége a császárkor idején fokozatosan csökkent, azonban a bíróság előtti megjelenés kötelező ruhadarabja marad ekkor is.

## Viselet
A ruhadarab maga egy hozzávetőlegesen 6 méter átmérőjű, félkör alakú, jó minőségű, fehér vászonból készült ruhadarab. Színezésében a lenti eltérések figyelhetőek meg. Általában tunika fölött viselték s tökéletes elrendezéséről ebben jártas rabszolga gondoskodott.

## Változatai
- Toga virilis

Az ókori Rómában a fiúk 15–17 évesen öltötték fel a toga virilis-t – ünnepélyes keretek között –, a nagykorúságot és a teljes jogú római polgár voltát jelző fehér férfi tógát.
- Toga praetexta

Bíborszegélyű tóga, a szabadnak született római fiúk viselete mindaddig, amíg magukra nem öltötték a nagykorúságot jelző fehér tógát. Ezentúl a mindenkori consul, praetor, dictator, lovassági parancsnok és néhány más magas tisztviselő megkülönböztető viselete volt. A senatori rend tagjai széles, a lovagrendűek keskeny bíborszegélyre voltak jogosultak.
- Toga pulla

Sötét színű tóga, melyet gyász időszakban hordtak.
- Toga candida

Festett fehér tóga, melyet a politikai hivatalra pályázó jelöltek hordtak. Ha elnyerték a tisztséget, akkor vehették fel a bíborszegélyű toga praetextát.
- Toga picta

Arannyal hímzett festett lila tóga, melyet a triumphator (győztes hadvezér) viselt diadalmenet alkalmával, később pedig állami események alkalmával a császárok is hordták.
- Toga trabea Servius Maurus Honoratus szerint három változata volt:
  - egynemű lila, az isteneknek
  - lila, némi fehérrel a királyoknak
  - lila, skaráltvörös sávokkal, lilla szegéllyel a madárjósok (augurok) számára
- Toga purpurea

Az előbbi változata, szintén festett lila tóga.
- Toga sordida (szó szerint: szennyes tóga)

A peres eljárások vádlottai hordtak ilyet, hogy elhanyagolt, piszkos ruhájukban a megvetés és a szánalom kísérje őket.